# Ton Huijbers
Ton Huijbers (* 1949 in Tegelen) ist ein niederländischer Fotograf. Er lebt und arbeitet in Grevenbicht und Heerlen. Mit dem Foto The Family gewann er 1987 den Preis für die Europäische Fotografie des Jahres.
Als Fotograf des Imaginären und Surrealen arbeitet er hauptsächlich im Familienkreis mit seiner Frau, seinen Söhnen und seiner Tochter. Bekannt ist er auch für seine Sequenzen mit surrealistischen Inszenierungen in Diptychon, Triptychon oder Quadriptychon. Mit seinen Freunden Pierre Segers und Jo Brunenberg, ebenfalls Fotografen, unternahm er viele Fotoreisen, vor allem nach Frankreich und Rumänien. Nach Segers' Tod realisierten er und Brunenberg den Kurzfilm „Der letzte Abschied“.
Huijbers ist in privaten und öffentlichen Sammlungen in Europa und den Vereinigten Staaten vertreten.

## Ausstellungen
- 1985 – T.I.P Fribourg, Schweiz
- 1986 – Musée d'Art et d'Histoire, Fribourg, Schweiz
- 1987 – Galerie Lindemanns, Stuttgart, Deutschland
- 1987 – Galerie Signe Heerlen, Niederlande
- 1987 – Le Temps d'un Mouvement Palais de Tokyo, Paris, Frankreich
- 1987 – Trajecta Maastricht, Niederlande
- 1987 – Photographes Européens Musée d'Art moderne, Liège, Belgien
- 1988 – Polaroid Selection 4 photokina Cologne, Deutschland
- 1988 – Polaroid Selection 4 Musée de l'Élysée, Lausanne, Schweiz
- 1988 – Splendeurs et Misères du Corps : Musée d'art et d'histoire, Fribourg, Schweiz
- 1988 – Splendeurs et Misères du Corps : Musée d'art moderne Paris, Frankreich
- 1988 – Espaivisor – Galería Visor. Valencia, Spanje ; Gruppenausstellung im Rahmen der Polaroid-Sammlung ; u. a. Ton Huijbers, Diana Block, Pere Formiguera
- 1989 – Het poëtisch moment – Stadsgalerij Heerlen, Heerlen, Niederlande, 5. Mai – 25. Juni 1989
- 1989 – Galeria Spectrum Sotos Zaragoza (Espagne), Ausstellung Ton Huijbers, 16. – 29. Dezember 1989
- 1997 – Espace Parallèle Bruxelles ; Ausstellung April 1997
- 1998 – Bonnefantenmuseum-Maastricht ; Ausstellung „Sociale Fotografie“, u. a. Ton Huijbers, Cas Oorthuys, John Lambrichts und Nol Pepermans, Januar 1998
- 2001 – Galerie Pennings -Eindhoven (Niederlande) ; Ton Huijbers : Metamorfosen ; Diptychen eines Schützenvereins ;
- 2002 – Institut français-Prague (Tsjechien) ; Ausstellung im Rahmen der Präsentation der Sammlung von Madeleine Millot-Durrenberger
- 2003 – L'Imagerie 19 Lannion France Humour et Dérision, 28. Juni – 31. Juli 2003
- 2005 – Museum of New Art Rochester USA ; Going Dutch: New Photography from the Netherlands, 09.04.2005 – 04.05.2005
- 2006 – Cultureel Centrum Hasselt, Belgien, Ton Huijbers, Sequences, 04.03.2006 – 09.04.2006
- 2008 – Galerie ARTEM ; Collectif Ton Huijbers, Mars 2008
- 2009 – Estivales photographiques du Trégor, Lannion (Côtes-d'Armor), Frankreich, 28. Juni – 27. September 2009

## Sammlungen
- Graham Nash Collection Pasadena U.S.A
- The International POLAROID Collection (USA) : Ton Huijbers, Two Moons over Grevenbicht, 1991
- Musée de la photographie de Charleroi (Belgien)
- Collection Madeleine Millot-Durrenberger (Frankreich)
- Collection Michel Deumer (Belgien)
- Collection du photographe Mehdi Clemeur (Spanien)
- Los Angeles County Museum of Art – LACMA, Los Angeles, CA USA
- Museum of New Art, Rochester, USA
- Limburgs Centrum voor Fotographie Sittard, Niederlande
- Musée d'Art et d'Histoire Fribourg, Schweiz
- Centre International de la Photographie, Palais de Tokyo, Paris, Frankreich
- Collection du Ministère de la Communauté Française, Belgien

## Bibliographie
- 1988 – Splendeurs et Misères du Corps, Katalog der Ausstellung im Musée d'Art Moderne, Paris, Frankreich und im Musée d'Art et d'Histoire de Fribourg, Schweiz, auch der Triennale Internationale de Fribourg und Mois de la Photographie in Paris, Commissaires Pierre Borhan, Roger Marcel Mayou, Jean-Luc Monterosso, Paris Audiovisuel – Paris Musées, 1988
- 1988 – Selection 4 The International Polaroid Collection 1988, Cambridge, MA, USA, ISBN 0-9616459-2-X.
- 1989 – Het poëtisch moment, Heerlen, Stadsgalerij Heerlen, Text von Willem K. Coumans, herausgegeben von Anke van der Laan, Fotografie von Jo Brunenberg, Vojta Dukát, Ton Huijbers und Johan van der Keuken. Katalog der Ausstellung von Mai 1989 in Heerlen (Niederlande).
- 1990 – Katalog der Ausstellung in Strasbourg von In Extremis et Meyer, Wanner von 1988 bis 1990.
- 1992 – Vis à vis international, n°11, Frühling 1992, In-4, broché, photographies, 1992.
- 1993 – HARPER'S MAGAZINE Foundation, New York, November 1993 ; Artikel und Foto von Ton Huijbers, The Family (1987) S. 19.
- 1995 – Fully exposed : the male nude in photography, von Emmanuel Cooper – 1995 – Photography (Ton Huijbers: S. 263-264-286-294)
- 2001 – La voix du regard, n° 14, Herbst 2001, S. 248–249, Ausschnitt aus der Sammlung von Madeleine Millot-Durrenberger mit Fotos von Ton Huijbers : The Clouds (1984).